# Nandayue (köpinghuvudort i Kina, Hebei Sheng, lat 38,47, long 114,79)
Nandayue är en köpinghuvudort i Kina. Den ligger i provinsen Hebei, i den norra delen av landet, omkring 210 kilometer sydväst om huvudstaden Peking. Antalet invånare är 20 105. Befolkningen består av 9 958 kvinnor och 10 147 män. Barn under 15 år utgör 18,0 %, vuxna 15-64 år 75 %, och äldre över 65 år 6,0 %.
Runt Nandayue är det tätbefolkat, med 849 invånare per kvadratkilometer. Närmaste större samhälle är Hantai, 18,0 km söder om Nandayue. Trakten runt Nandayue består till största delen av jordbruksmark.
Genomsnittlig årsnederbörd är 702 millimeter. Den regnigaste månaden är juli, med i genomsnitt 228 mm nederbörd, och den torraste är januari, med 4 mm nederbörd.